# Prototypes (groupe)
Pour les articles homonymes, voir Prototype (homonymie).
Prototypes est un groupe de rock indépendant français, originaire de Paris. Composé de Stéphane Bodin (basse, synthétiseur), Isabelle Le Doussal (chant) et François Marche (guitare), il est actif de 2003 à 2008.
Le groupe compte trois albums studio en France et au Canada sous le label AZ/Boxson, deux albums aux États-Unis et une parution au Japon. Il a présenté des concerts en France, en Allemagne, au Canada, au Royaume-Uni, aux États-Unis et au Japon. Il prend aussi part à des événements tels que le SXSW, Popkomm et les FrancoFolies de Montréal.

## Biographie
Prototypes est formé en 2003 à Paris sur les bases du groupe Bosco et des performances de BuBBle Star. Prototypes publient leur premier album studio, Tout le monde cherche quelque chose à faire, en 2004 chez Barclay Records,. Les tournées qui suivent se font à travers la France, l'Angleterre, l'Allemagne, les États-Unis et le Canada.
En 2005 sort leur deuxième album, Mutants médiatiques chez Boxson, AZ et Universal. Il est suivi l'année suivante, en 2006, par leur troisième album, l'éponyme Prototypes. Une de leurs chansons, Who's Gonna Sing?, est utilisée par Apple pour une publicité de l'iPod shuffle en 2007, tandis que Je ne te connais pas est parue dans une publicité télévisée pour le Mitsubishi Outlander. Cette même chanson est utilisée dans une publicité pour la BMW Série 1, mais aussi dans un épisode de L Word. En mars 2007, ils jouent au festival américain South by Southwest, au Texas.
Leur dernier album en date, Synthétique, est publié en France et au Canada en 2008, sous le label AZ, et aux États-Unis sous Minty Fresh. En 2010, le morceau Je ne te connais pas est joué dans l'épisode 2 de la quatrième saison de Gossip Girl.
Sylvia Tournerie réalise les pochettes de disques du groupe.

## Discographie

### Albums studio
- 2004 : Tout le monde cherche quelque chose à faire
- 2005 : Mutants médiatiques
- 2006 : Prototypes (premier album américain contenant des pistes de leurs deux précédents albums)
- 2008 : Synthétique